# Teen Spirit (deodorant)
Teen Spirit är en deodorant som till en början såldes av Mennen, men som sedan 1992 säljs av Colgate-Palmolive efter att de köpt upp Mennen. Deodoranten började säljas av Mennen tidigt under 1991 och efter mycket marknadsföring blev märket populärt främst hos flickor i tonåren. Efter att Colgate-Palmolive köpt upp Mennen började de planera för en serie hårvårdsprodukter som skulle använda sig av namnet Teen Spirit. Dessa lanserades i augusti 1992 och sålde till en början väl. Dock försvann dess popularitet relativt snabbt och Colgate-Palmolive valde att upphöra med denna serie hårvårdsprodukter. Teen Spirit återgick till att enbart vara en deodorant, nu i stiftformat.
Teen Spirit är även känt för att ha gett upphovet till titeln på Nirvanas låt "Smells Like Teen Spirit", som släpptes i september 1991. Bandets sångare Kurt Cobain kom på namnet på låten när hans vän Kathleen Hanna, den dåvarande sångerskan i riot grrrl-bandet Bikini Kill, sprejade orden "Kurt smells like Teen Spirit" på hans vägg. Eftersom de båda tidigare hade diskuterat ämnen såsom anarkism och punkrock antog Cobain att meningen hade någon sorts revolutionär mening. Det Hanna egentligen menade var att Cobain doftade som just deodoranten, som hans dåvarande flickvän Tobi Vail brukade använda. Cobain hävdade att han inte kände till att någon sådan deodorant existerade förrän några månader efter att singeln hade släppts.

## Dofter
- Pink Crush
- Sweet Strawberry
- Berry Blossom (existerar inte längre)
- Pop Star (existerar inte längre)
- Baby Powder Soft (existerar inte längre)
- Romantic Rose (existerar inte längre)
- California Breeze (existerar inte längre)
- Ocean Surf (existerar inte längre)
- Caribbean Cool (existerar inte längre)
- Orchard Blossom (existerar inte längre)